# 在英国ミャンマー大使館
在英国ミャンマー大使館（在イギリスミャンマー大使館、ビルマ語: ပြည်ထောင်စုသမ္မတမြန်မာနိုင်ငံတော်သံရုံး၊ ယူနိုက်တက်ကင်းဒမ်း、英語: Embassy of Myanmar in the United Kingdom）は、ミャンマーがイギリスに設置している在外公館であり、在英国ビルマ大使館（在イギリスビルマ大使館、英語: Embassy of Burma in the United Kingdom）とも呼ばれる。
チョー・ズワ・ミン大使は、2014年3月5日にエリザベス2世女王に信任状を捧呈して以来、駐英大使を務めている。2021年2月1日にミャンマーで発生したクーデターを受けて、チョー・ズワ・ミン大使は3月8日、軍政の正統性を否定しながらアウンサンスーチー国家顧問とウィンミン大統領の解放を公然と要求した。2021年4月7日、チョー・ズワ・ミンは親軍政派の駐在武官によって大使館から閉め出された。

## ギャラリー

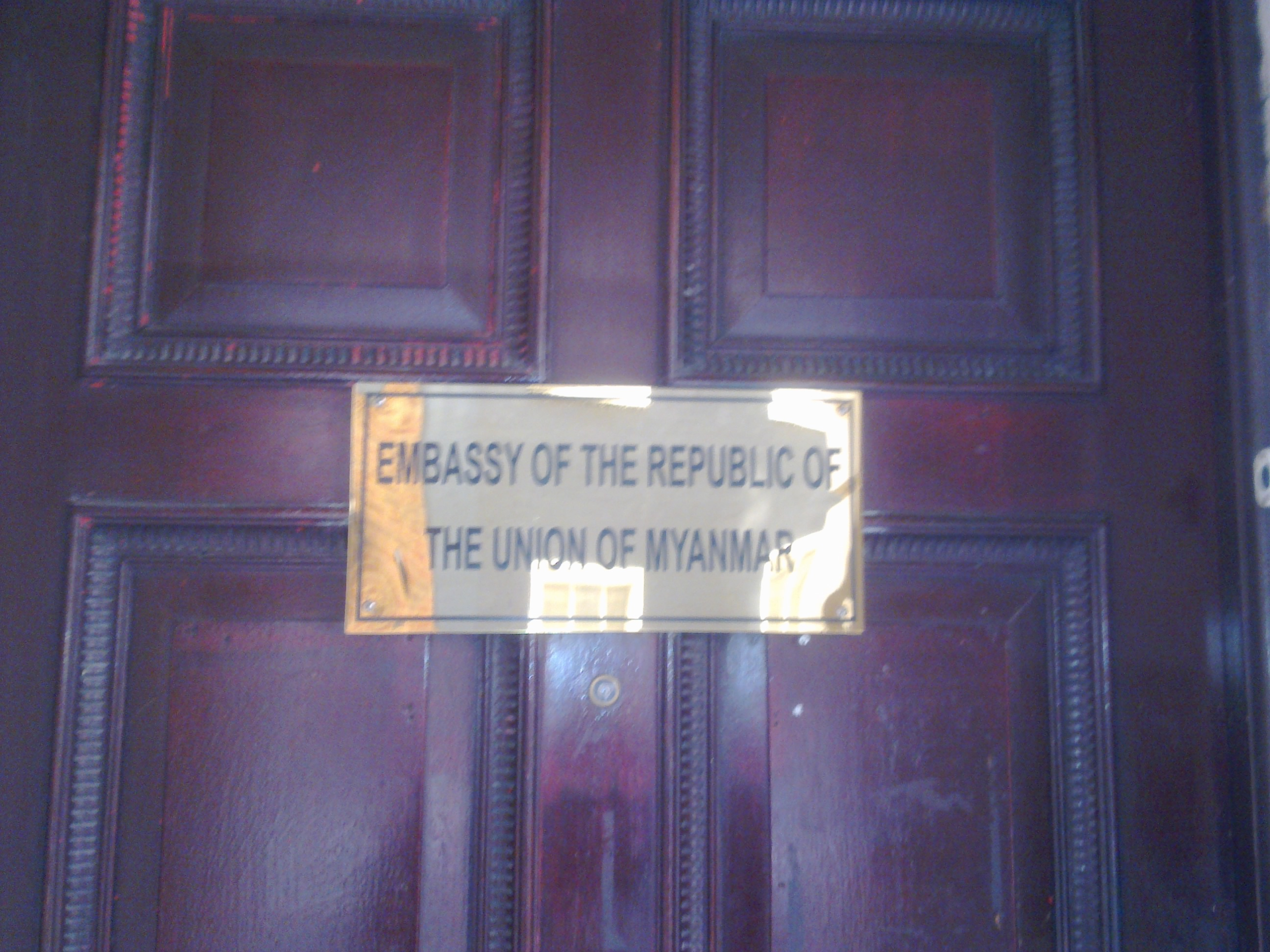
大使館の外側に据え付けられている銘板
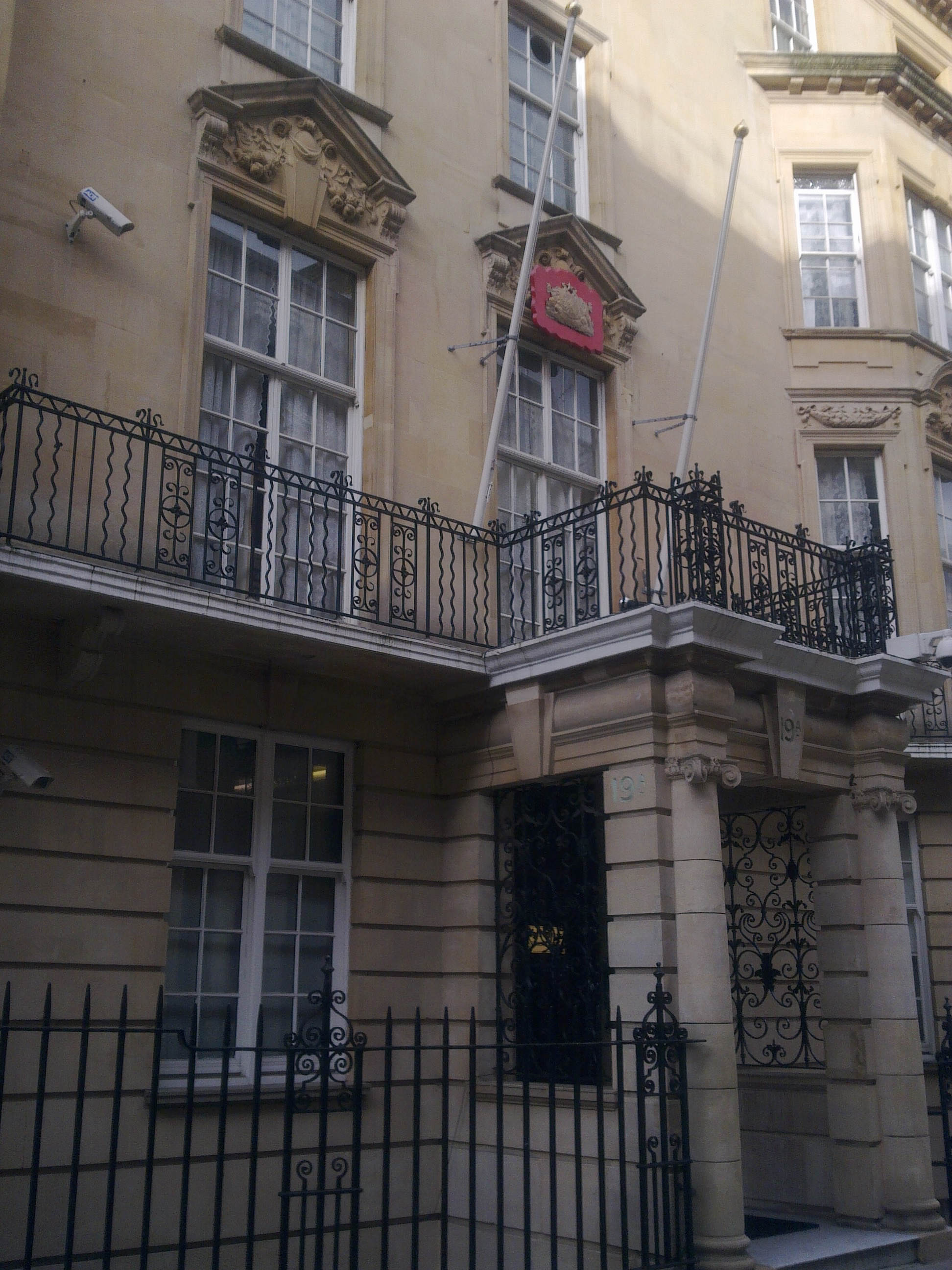
別の角度から見た大使館。ミャンマーの国章が入り口の上に据え付けられているのが確認できる。